# Autograph

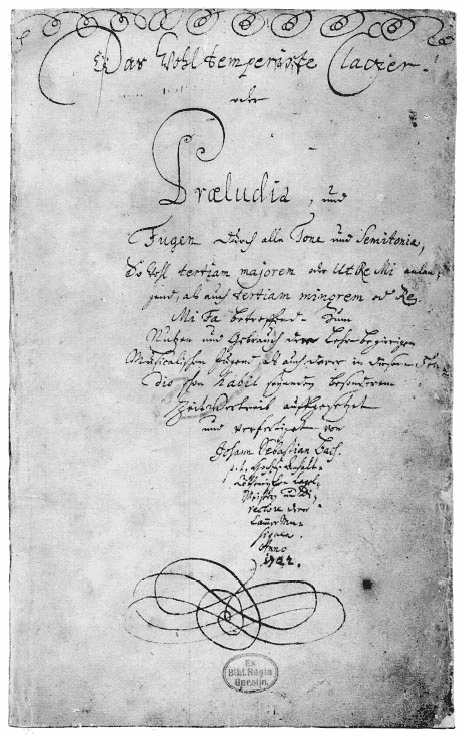
Bachs Wohltemperiertes Clavier, Titelblatt

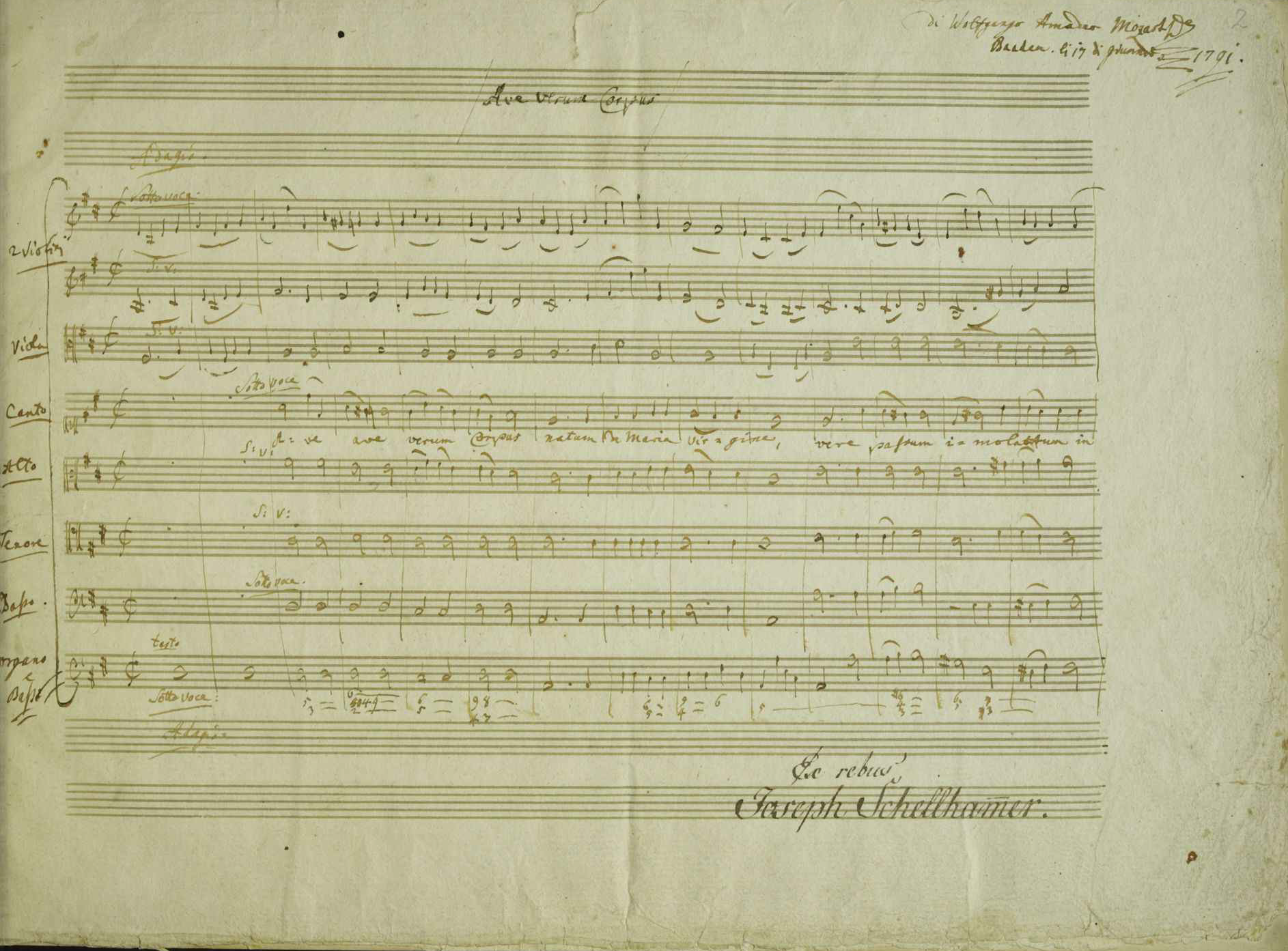
Erste Seite von Mozarts Ave verum

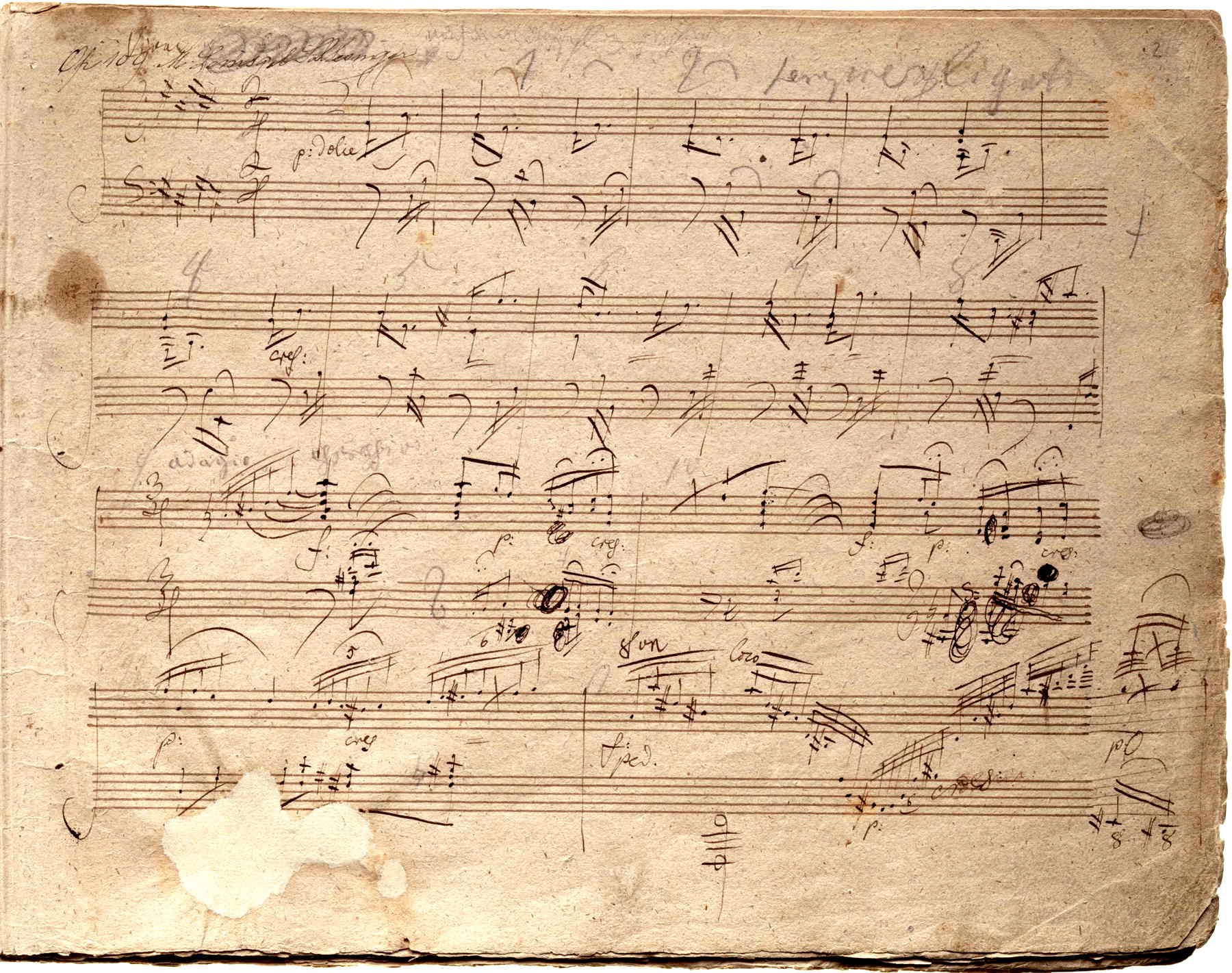
Anfang von Beethovens später E-Dur-Sonate (op. 109)

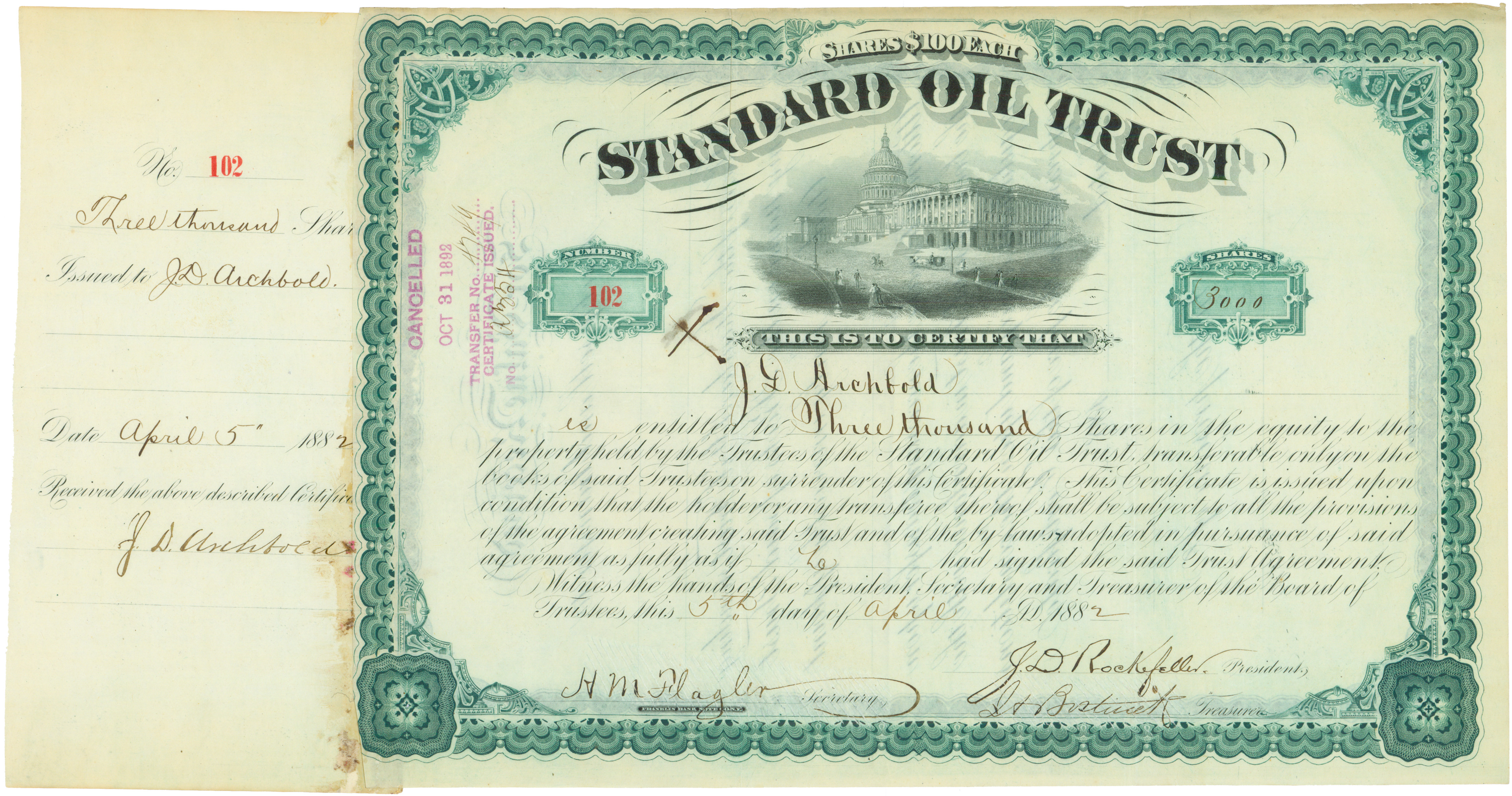
Aktie des Standard Oil Trust vom 5. April 1882, unterschrieben von John D. Rockefeller

Das Autograph, auch Autograf, ist das handschriftliche Schriftstück einer bekannten Persönlichkeit, z. B. eines Komponisten, Schriftstellers oder Politikers. Als Sammelobjekt werden Autografen besonders geschätzt, wenn sie eine eigenhändige Unterschrift sowie inhaltlich bedeutende Ausführungen der Persönlichkeit tragen. Autografen können von jeder beliebigen Gattung sein, amtliche Schriftstücke oder Visitenkarten mit Unterschriften oder handschriftliche Notizen. Dementsprechend ist auch der Inhalt sehr unterschiedlich und reicht etwa von der eigenhändigen Niederschrift eines bedeutenden Werks bis hin zu banalen Notizen oder kurzen, floskelhaften Grüßen an eine unbedeutende Person.

## Sprachliches
Das Wort Autograf geht etymologisch über spätlateinisch autographum und klassisch lateinisch autographus zurück auf altgriechisch αὐτόγραφος autógraphos „selbst geschrieben“. Der Genitiv lautet des Autografs. In der Mehrzahl schwankt die Beugung: die Autografe oder die Autografen.
Im Gegensatz zum Autograf kann ein Manuskript von einem unbedeutenden Verfasser stammen. Wenn zwar der Verfasser des Textes eine bekannte Persönlichkeit ist, das Manuskript aber von einem Kopisten oder einer anderen Schreibkraft – also „apographisch, d. h. von Schreibern ‚fremder Hand‘“ – niedergeschrieben wurde, handelt es sich ebenfalls nicht um ein Autograf.
Die bloße eigenhändige Unterschrift nennt man Autogramm.

## Erfassung, Erschließung und Datensicherung
Nicht nur bei mittelalterlichen Verfassern ist die Existenz der eigenhändigen Niederschrift von großer textkritischer Bedeutung für die Edition. Anhand der Autografen kann man Änderungen durch den Herausgeber erkennen und den ursprünglichen Inhalt eines Werks zweifelsfrei erschließen.
Seit dem 16. Jahrhundert hat man Autografe berühmter Persönlichkeiten gesammelt, wobei man sich teilweise nicht scheute, Unterschriften oder andere eigenhändige Schriftzüge aus ihrem ursprünglichen Verwendungszusammenhang zu entfernen, indem man sie etwa aus den Schriftstücken ausschnitt oder indem man Stammbuch-Blätter herauslöste. Ein Beispiel ist die Dresdner Reformatorenbibel.
Zu den großen Autografensammlern zählen unter anderem Johann Wolfgang von Goethe und Stefan Zweig sowie Karl August Varnhagen von Ense, Eduard Mörike, Johannes Brahms, Elise von Koenig-Warthausen (1835–1921) sowie der eng mit Stefan Zweig befreundete Schweizer Industrielle Karl Geigy-Hagenbach, dessen herausragende Sammlung sich heute zum Großteil in der Universitätsbibliothek Basel befindet. Auch Karl von Holtei sammelte Autografen. Ein spezielles Sammelgebiet sind die seit dem 16. Jahrhundert in Mode gekommenen Stammbücher (Album amicorum), aber auch Widmungsexemplare (Dedikationsexemplare), d. h. Bücher mit eigenhändigen Widmungen des Autors oder Fotografien mit eigenhändiger Unterschrift und/oder Widmung.
Archive und Bibliotheken unterscheiden sich traditionell in der Behandlung von Autografen. Während eigenhändige Schriftstücke wie Briefe von Herrschern in Archiven im Aktenzusammenhang verbleiben und meist auch nicht gesondert erschlossen werden, werden in Bibliotheken die Autografe etwa in Nachlassbeständen einzeln erfasst. Von 1966 bis 2001 wurden Autografe an die „Zentralkartei der Autographen“ (ZKA) gemeldet, seit 2001 nimmt der Kalliope-Verbund mit seiner Datenbank am überregionalen Redaktionsverfahren für individualisierte Personennormdaten der gemeinsamen Normdatei GND der deutschen Nationalbibliothek teil. Stammbücher bzw. Stammbucheinträge werden seit 1998 auch durch das Erlanger Nachweisprojekt Repertorium Alborum Amicorum (RAA) erfasst.
Verschiedentlich werden seit einigen Jahren Autografensammlungen ganz oder teilweise digitalisiert und im Internet bereitgestellt.
In Brüssel und Paris bestand von 2004 bis 2015 das Musée des lettres et manuscrits.

## Zitat
Stefan Zweig, der auch Autografensammler war, beschrieb 1923, worin die Faszination der Autografen bestehen kann:
„Die Welt der Autographen ist keine unmittelbar sichtbare und sinnliche Welt: sie ist fühlbar einzig durch Phantasie, erkenntlich erst durch Bildung und gastlich nur jenen, die ihr Verständniswillen und die nicht allzu häufige Begabung zur Ehrfurcht entgegenbringen. […]
Etwas wunderbar Substanzloses, etwas unbegreiflich Nichthandgreifliches, etwas durchaus Seelisches macht also die Schönheit, die Eigenart der Autographen aus. Denn ihr Wesen ist nicht durch ihr Gegenständliches erschöpft, weder durch die Aussage in den geschriebenen Worten, also den Inhalt eines solchen Blattes, noch durch das graphische Bild, also ihre Außenform: ihr Wesen schwebt geheimnisvoll unter und über diesen Zeichen, die nur sinnliche Materialisation höherer geistiger Gegenwart sind. […]

Und Lebensspuren, deutlicher als alle anderen bedeuten darum diese Urschriften, diese Blätter von großer Hand, denn in jedes ist irgendeine Sekunde oder Stunde ihrer sinnlichen und geistigen Existenz eingezeichnet und gleichsam durchsichtig gefangen wie eine Fliege im Bernstein.“